# Pinghu
Die Stadt Pinghu (chinesisch 平湖市, Pinyin Pínghú Shì) ist eine kreisfreie Stadt der bezirksfreien Stadt Jiaxing im Norden der chinesischen Provinz Zhejiang. Ihr Landgebiet hat eine Fläche von 548,7 km², das Seegebiet von 1.086 km², sie zählt 671.326 Einwohner (Stand: Zensus 2020). Regierungssitz ist das Straßenviertel Danghu 当湖街道.
Das Landgut der Familie Mo (Moshi zhuangyuan 莫氏庄园) aus der späten Zeit der Qing-Dynastie steht seit 2006 auf der Liste der Denkmäler der Volksrepublik China (6-565).

## Administrative Gliederung
Auf Gemeindeebene setzt sich die kreisfreie Stadt aus drei Straßenvierteln und sieben Großgemeinden zusammen. Diese sind:
- Straßenviertel Danghu 当湖街道
- Straßenviertel Zhongdai 钟埭街道
- Straßenviertel Caoqiao 曹桥街道

- Großgemeinde Zhapu 乍浦镇
- Großgemeinde Xindai 新埭镇
- Großgemeinde Xincang 新仓镇
- Großgemeinde Quantang 全塘镇
- Großgemeinde Huanggu 黄姑镇
- Großgemeinde Guangchen 广陈镇
- Großgemeinde Lindai 林埭镇